# 敗者為王 (2010年電影)
《敗者為王》（英語：The Losers）是一部2010年美國動作片，改編自安迪·迪格爾和喬克創作、眩暈漫畫發行的漫畫作品《失敗者》。電影由西爾凡·懷特執導，彼得·柏格和詹姆斯·范德比爾特編寫改編劇本，主演陣容包括傑佛瑞·狄恩·摩根、柔伊·莎達娜、伊卓瑞斯·艾巴、克里斯·伊凡、哥倫布·索特、奧斯卡·賈恩那達和傑森·派屈克。劇情講述一支美國陸軍特種部隊菁英組成的黑色行動小隊被中央情報局上級背叛並任其自生自滅，使他們在假死後對上級展開反攻。
《敗者為王》2010年4月23日在美國上映，口碑以負面居多，票房表現失利。在影評界時常會將本片與同年上映的《天龍特攻隊》作比較。

## 劇情
失敗者（The Losers）是由一支美國陸軍特種部隊菁英組成的黑色行動小隊，成員包括領導克雷以及洛克、詹森、雜種狗和美洲獅，他們被派往玻利維亞執行深入毒梟法迪爾的搜索及掃蕩任務。在空襲支援即將來臨前，失敗者在毒梟大院中發現了奴隸兒童並試圖取消襲擊，但他們代號麥斯的上級，無視他們的請求。無奈之下，失敗者進入大院，成功營救了孩子們並殺死了法迪爾。當一架直升機來接他們時，麥斯確信他們知道的太多，下令將其摧毀，卻沒有意識到他們決定先救出孩子們。失敗者眼睜睜地看著導彈摧毀了直升機，25名無辜小孩死亡。失敗者知曉此襲擊的目標是自己，他們假裝自己的死亡並被困在玻利維亞，缺乏回家所需的資金而從事各種工作。
四個月後，神秘女人愛莎找到了克雷，為他提供了殺死麥斯的機會，順便幫她報仇。克雷接受後帶著成員們受愛莎安排返回美國。在邁阿密，他們開始攻擊據稱載有麥斯的車隊，卻發現愛莎騙他們偷了一枚裝麥斯的秘密硬碟。為了破解硬碟，詹森潛入了製造硬碟的公司並竊取了允許訪問文件的算法，發現硬碟包含以麥斯名義進行的4億美元轉賬的信用額度，他因出售「毒蛇」（Snukes）或音速核彈（Sonic Nukes）而收到這筆款項；該炸彈過去是綠色恐怖份子使用的環保武器，能以聲波快速摧毀一座小島。失敗者追蹤資金流向洛杉磯國際入境口岸，推測這是麥斯的基地，並擬定了襲擊該處、殺死麥斯的計畫。
夜裡，詹森在研究硬碟時發現他們在玻利維亞的任務只是掩護，以便麥斯能消滅發現自己計劃的法迪爾，而愛莎是法迪爾的女兒，打算為死去的父親展開報仇。詹森、洛克、雜種狗與美洲獅闖入克雷的房間攻擊愛莎，但愛莎在一陣槍戰中仍從窗戶逃脫；途中，詹森的手臂被對方用槍打傷。相信她可能會背叛，失敗者決定加快對麥斯基地的攻擊，結果被洛克背叛並被麥斯及其得力助手兼保全負責人偉德俘虜。在早晨，麥斯正與印度科學家維克拉姆用現金交易炸彈。儘管克雷在戰鬥中證實自己殺死了法迪爾，但愛莎返回並伏擊了麥斯的小隊以營救失敗者。洛克偷開走裝滿麥斯錢的飛機，企圖逃跑，並打倒了克雷；此時偉德騎著摩托車追來。美洲獅射擊了摩托車的引擎，導致車輛失控拋飛偉德，令偉德被飛機的渦輪殺死；而摩托車則撞上跑道上的飛機，導致飛機被炸毀，洛克因來不及逃脫而死。
麥斯揭露自己的真實意圖是利用毒蛇引發全球恐怖份子間的衝突來獲得權力，並在殺死維克拉姆後準備離開現場。詹森、美洲獅和愛莎幫助被麥斯的一名手下擊中雙腿的雜種狗，克雷將麥斯追到起重機上，並開槍打下對方的直升機；麥斯啟動了一枚將摧毀洛杉磯的毒蛇，並將手中的壓力遙控器丟入海中，迫使克雷在麥斯的性命或遙控器做出選擇。克雷選擇在十秒內取回遙控器，組成炸彈引爆；雖然麥斯逃脫，但克雷已知道對方的長相，很快就會找到他。
麥斯搭上一輛公車逃跑但被兩名混混搶劫，此後他的命運不得而知。與此同時，失敗者幫助雜種狗到達他懷孕妻子正在產子的醫院，之後參加了詹森8歲侄女的足球比賽，但詹森因不滿裁判而與對方起衝突，最後遭趕出場。

## 演員
- 傑佛瑞·狄恩·摩根飾演富蘭克林·克雷上校（Lieutenant Colonel Franklin Clay）
- 柔伊·莎達娜飾演愛莎·阿爾-法迪爾（Aisha al-Fadhil）
- 伊卓瑞斯·艾巴飾演威廉·洛克上尉（Captain William Roque）
- 克里斯·伊凡飾演傑克·詹森上尉（Captain Jake Jensen）
- 哥倫布·索特（英语：Columbus Short）飾演林伍德·「雜種狗」·波帝厄斯中士（Sergeant Linwood "Pooch" Porteous）
- 奧斯卡·賈恩那達（英语：Óscar Jaenada）飾演卡洛斯·「美洲獅」·阿瓦雷茲中士（Sergeant Carlos "Cougar" Alvarez）
- 傑森·派屈克（英语：Jason Patric）飾演麥斯（Max）
- 赫特·麥卡藍飾演偉德·崔維斯（Wade Travis）
- 彼得·馬克迪斯（英语：Peter Macdissi）飾演維克拉姆（Vikram）
- 彼得·法蘭西斯·詹姆士（英语：Peter Francis James）飾演法迪爾（Fadhil）
- 譚妮·麥考（英语：Tanee McCall）飾演裘琳（Jolene）

## 外部連結
- 官方网站
- 互联网电影数据库（IMDb）上《敗者為王》的资料（英文）
- Metacritic上《敗者為王》的資料（英文）
- Box Office Mojo上《敗者為王》的資料（英文）
- 爛番茄上《敗者為王》的資料（英文）